# The Big Bang (Busta Rhymes)
The Big Bang è il settimo album discografico del rapper statunitense Busta Rhymes, pubblicato nel 2006.

## Il disco
Si tratta dell'unico disco pubblicato per l'etichetta di Dr. Dre Aftermath. L'album si avvale di importanti collaborazioni a partire dal lavoro di produzione, dove si sono affiancati, oltre a Dr. Dre, anche Timbaland, will.i.am, Swizz Beatz, J Dilla e altri. Per quanto riguarda il lato artistico hanno partecipato Nas, Stevie Wonder, Rick James, Kelis, Raekwon e molti altri artisti.
Ben cinque sono stati i brani estratti dall'album e pubblicati come singoli: Touch It (gennaio 2006), I Love My Bitch (giugno 2006), New York Shit (luglio 2006), In the Ghetto (luglio 2006) e Don't Get Carried Away.
L'album ha raggiunto la prima posizione della classifica di vendita statunitense Billboard 200.

## Tracce
1. Get You Some (feat. Marsha Ambrosius & Q-Tip) – 3:45
2. Touch It – 3:34
3. How We Do It Over Here (feat. Missy Elliott) – 3:36
4. New York Shit (feat. Swizz Beatz) – 3:01
5. Been Through the Storm (feat. Stevie Wonder) – 4:06
6. In the Ghetto (feat. Rick James) – 3:53
7. Cocaina (feat. Marsha Ambrosius) – 3:32
8. You Can't Hold the Torch (feat. Q-Tip & Chauncey Black) – 3:39
9. Goldmine (feat. Raekwon) – 3:45
10. I Love My Bitch (feat. will.i.am & Kelis) – 3:47
11. Don't Get Carried Away (feat. Nas) – 3:30
12. They're Out to Get Me (feat. Mr. Porter) – 5:02
13. Get Down – 3:40
14. I'll Do It All (feat. LaToiya Williams) – 5:02
15. Legend of the Fall Offs – 4:40

## Classifiche
| Classifica (2006) | Posizione raggiunta |
| ----------------- | ------------------- |
| Stati Uniti       | 1                   |
| Regno Unito       | 6                   |
| Canada            | 19                  |